# Coppa America maschile di pallavolo 2025
La Coppa America maschile di pallavolo 2025, 1ª edizione dell'omonima competizione maschile di pallavolo, si è svolta dal 25 al 29 giugno 2025 a Betim, in Brasile: al torneo hanno partecipato cinque squadre nazionali sudamericane e la vittoria finale è andata per la prima volta al Brasile.

## Impianti
|                                                                      |  |  |
|                                                                      |  |  |
| Ginásio Divino Braga Città: Betim Capienza: 6 000 Anno d'apertura: ? |  |  |

## Regolamento

### Formula
La formula ha previsto un girone all'italiana.

### Criteri di classifica
Se il risultato finale è stato di 3-0 o di 3-1 sono stati assegnati 3 punti alla squadra vincente e 0 a quella sconfitta, se il risultato finale è stato di 3-2 sono stati assegnati 2 punti alla squadra vincente e 1 a quella sconfitta.
L'ordine del posizionamento in classifica è stato definito in base a:
- Numero di partite vinte;
- Punti;
- Ratio dei set vinti/persi;
- Ratio dei punti realizzati/subiti;
- Risultati degli scontri diretti.

## Squadre partecipanti
| Squadra   | Qualificazione      | Ultima partecipazione |
| --------- | ------------------- | --------------------- |
| Argentina | -                   | Debutto               |
| Brasile   | Paese organizzatore | Debutto               |
| Cile      | -                   | Debutto               |
| Perù      | -                   | Debutto               |
| Venezuela | -                   | Debutto               |

## Torneo

### Risultati
| 25 giugno 2025 Ginásio Divino Braga, Betim Durata: 1h:18 - Spettatori: 100   | Cile      | 3 - 0 | Perù      | 25-15, 25-21, 25-20        |
| 25 giugno 2025 Ginásio Divino Braga, Betim Durata: 1h:32 - Spettatori: 300   | Brasile   | 3 - 0 | Venezuela | 25-22, 25-21, 28-26        |
| 26 giugno 2025 Ginásio Divino Braga, Betim Durata: 2h:06 - Spettatori: 200   | Argentina | 3 - 1 | Venezuela | 25-22, 25-17, 19-25, 26-24 |
| 26 giugno 2025 Ginásio Divino Braga, Betim Durata: 1h:12 - Spettatori: 1 219 | Brasile   | 3 - 0 | Perù      | 25-18, 25-13, 25-20        |
| 27 giugno 2025 Ginásio Divino Braga, Betim Durata: 1h:53 - Spettatori: 100   | Argentina | 3 - 1 | Cile      | 25-17, 19-25, 25-23, 25-16 |
| 27 giugno 2025 Ginásio Divino Braga, Betim Durata: 1h:20 - Spettatori: 200   | Perù      | 0 - 3 | Venezuela | 19-25, 15-25, 21-25        |
| 28 giugno 2025 Ginásio Divino Braga, Betim Durata: 1h:21 - Spettatori: 500   | Argentina | 3 - 0 | Perù      | 25-22, 25-20, 25-23        |
| 28 giugno 2025 Ginásio Divino Braga, Betim Durata: 1h:19 - Spettatori: 1 500 | Brasile   | 3 - 0 | Cile      | 25-20, 25-20, 25-23        |
| 29 giugno 2025 Ginásio Divino Braga, Betim Durata: 2h:02 - Spettatori: 800   | Cile      | 1 - 3 | Venezuela | 25-22, 15-25, 22-25, 24-26 |
| 29 giugno 2025 Ginásio Divino Braga, Betim Durata: 1h:35 - Spettatori: 4 000 | Brasile   | 3 - 0 | Argentina | 25-21, 25-14, 26-24        |

### Classifica
| Pos | Squadra   | Pt | G | V | P | SV | SP | Ratio | PF  | PS  | Ratio |
| --- | --------- | -- | - | - | - | -- | -- | ----- | --- | --- | ----- |
| 1   | Brasile   | 12 | 4 | 4 | 0 | 12 | 0  | MAX   | 304 | 243 | 1,251 |
| 2   | Argentina | 9  | 4 | 3 | 1 | 9  | 5  | 1,800 | 324 | 310 | 1,045 |
| 3   | Venezuela | 6  | 4 | 2 | 2 | 7  | 7  | 1,000 | 330 | 314 | 1,051 |
| 4   | Cile      | 3  | 4 | 1 | 3 | 5  | 9  | 0,556 | 305 | 323 | 0,944 |
| 5   | Perù      | 0  | 4 | 0 | 4 | 0  | 12 | 0,000 | 227 | 300 | 0,757 |

## Classifica finale
| Pos     | Squadra   | Rosa |
| ------- | --------- | --- |
| Oro     | Brasile   | Formazione: 1 Leodolter, 2 Cardoso, 3 Ostapechen, 5 L. da Silva, 6 Amorim, 7 P.V. da Silva, 8 Sabino, 9 Kuhnen, 10 Oliveira, 12 Bieler, 14 Pedrosa, 16 Pássaro, 18 Samuel, 20 Santos, CT: Ribeiro |
| Argento | Argentina | Formazione: 1 Trucco, 2 Gómez, 4 Vázquez, 5 Ramos, 6 Denis, 7 Rojas, 8 Calvo, 9 Ojuez, 10 Díaz, 11 García, 12 Salazar, 14 Moyano, 18 Herbsommer, 30 Urchevich, CT: Arredondo                      |
| Bronzo  | Venezuela | Formazione: 1 Pérez, 3 Herrera, 4 Mata, 5 Rodríguez, 8 Gómez, 9 Carrasco, 11 Fernández, 12 González, 13 Martínez, 14 Sánchez, 16 Vásquez, 17 Fayola, 18 Delgado, 19 Rivas, CT: Wolochin           |
| 4       | Cile      | Formazione: 1 Villarreal, 2 Ibarra, 3 Araya, 5 Parraguirre, 6 Gago, 8 Albornoz, 9 D. Bonacic, 10 Mardones, 11 Jadue, 12 Aravena, 16 Valenzuela, 17 Bravo, 18 K. Bonacic, 19 Banda, CT: Nejamkin   |
| 5       | Perù      | Formazione: 1 Varias, 2 Ñiquen, 4 Seminario, 6 La Torre, 7 Gushiken, 8 Jaramillo, 9 Chicoma, 10 Despaigne, 11 Nakamatsu, 13 Bernaola, 14 Hidalgo, 16 Plana, 17 Prieto, 18 Mendoza, CT: Maduro     |

## Premi individuali
| Premio                | Nome                    | Squadra   |
| --------------------- | ----------------------- | --------- |
| MVP                   | Paulo Vinícios da Silva | Brasile   |
| Miglior palleggiatore | Gabriel Bieler          | Brasile   |
| Miglior opposto       | Pablo Denis             | Argentina |
| Miglior schiacciatore | Willner Rivas           | Venezuela |
| Miglior schiacciatore | Paulo Vinícios da Silva | Brasile   |
| Miglior centrale      | Pietro Santos           | Brasile   |
| Miglior centrale      | Imanol Salazar          | Argentina |
| Miglior libero        | Luiz da Silva           | Brasile   |

## Statistiche
| Rendimento individuale | Rendimento individuale  | Rendimento individuale | Rendimento individuale |
| Pos.                   | Nome                    | Punti                  | Squadra                |
| ---------------------- | ----------------------- | ---------------------- | ---------------------- |
| 1                      | Willner Rivas           | 64                     | Venezuela              |
| 2                      | Vicente Parraguirre     | 59                     | Cile                   |
| 3                      | Pablo Denis             | 53                     | Argentina              |
| 4                      | Leonel Despaigne        | 49                     | Perù                   |
| 5                      | Paulo Vinícios da Silva | 42                     | Brasile                |
| 5                      | Guilherme Sabino        | 42                     | Brasile                |

| Attacchi vincenti | Attacchi vincenti       | Attacchi vincenti | Attacchi vincenti |
| Pos.              | Nome                    | Punti             | Squadra           |
| ----------------- | ----------------------- | ----------------- | ----------------- |
| 1                 | Vicente Parraguirre     | 56                | Cile              |
| 2                 | Willner Rivas           | 55                | Venezuela         |
| 3                 | Pablo Denis             | 46                | Argentina         |
| 4                 | Leonel Despaigne        | 45                | Perù              |
| 5                 | Paulo Vinícios da Silva | 36                | Brasile           |

| Muri vincenti | Muri vincenti  | Muri vincenti | Muri vincenti |
| Pos.          | Nome           | Punti         | Squadra       |
| ------------- | -------------- | ------------- | ------------- |
| 1             | Tomás Gago     | 11            | Cile          |
| 2             | Nahuel García  | 10            | Argentina     |
| 2             | Imanol Salazar | 10            | Argentina     |
| 4             | Pietro Santos  | 8             | Brasile       |
| 5             | Willner Rivas  | 7             | Venezuela     |

| Battute vincenti | Battute vincenti   | Battute vincenti | Battute vincenti |
| Pos.             | Nome               | Punti            | Squadra          |
| ---------------- | ------------------ | ---------------- | ---------------- |
| 1                | Pablo Denis        | 7                | Argentina        |
| 2                | Matías Jadue       | 5                | Cile             |
| 2                | Guilherme Sabino   | 5                | Brasile          |
| 2                | Ronald Fayola      | 5                | Venezuela        |
| 5                | Vicente Ibarra     | 4                | Cile             |
| 5                | Leonardo Leodolter | 4                | Brasile          |
| 5                | Leandro Calvo      | 4                | Argentina        |